# Оранжевобокая квакша
Оранжевобокая квакша (Agalychnis moreletii) — вид бесхвостых земноводных из семейства Phyllomedusidae.

## Описание
Длина тела около 6 см. Верх тела от светло- до тёмно-зелёного цвета.

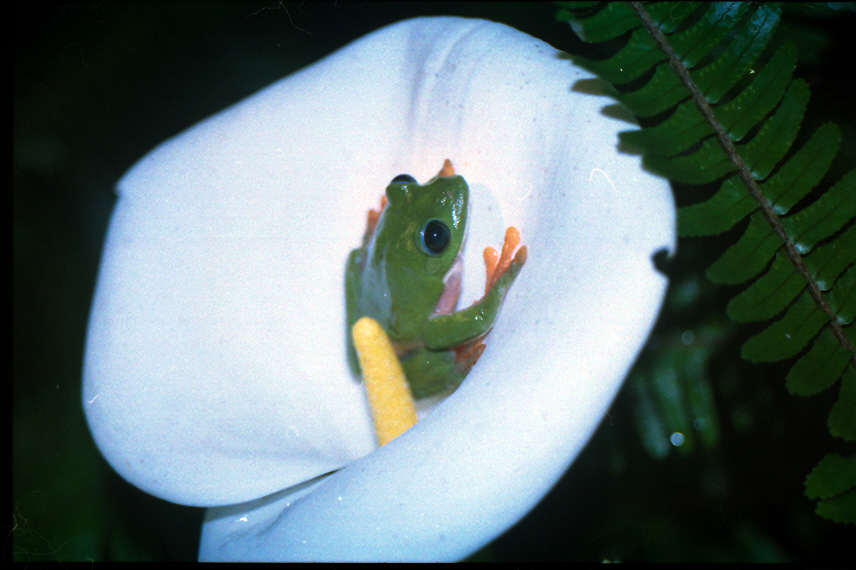

## Ареал и места обитания
Обитает в тропических лесах Центральной Америки на юге Мексики, в Белизе, Сальвадоре, Гватемале и Гондурасе. Населяет влажные низменные и горные леса. Встречается на высоте от 300 до 1500 м.
Размножается в небольших постоянных и временных водоёмах. Самка откладывает от 50 до 75 икринок зелёного цвета.

## Охранный статус
В Красном списке МСОП оранжевобокая квакша относится к категории видов, находящихся на грани исчезновения. Основные причины снижения численности — разрушение естественной среды обитания и болезнь хитридиомикоз. Внесена в Приложение II CITES.
Также квакши служат пищей для мелких змей.